# Norman McLaren
Norman McLaren (Stirling, Escocia, 11 de abril de 1914 - Montreal, Canadá, 27 de enero de 1987) fue un animador y director de cine británico nacionalizado canadiense reconocido por sus trabajos en el National Film Board of Canada. Se trata de uno de los principales animadores experimentales y abstractos de todos los tiempos. Aún hoy se pueden ver conceptos que inventó McLaren en anuncios o videoclips.
McLaren es famoso por sus experimentos con la imagen y el sonido, al dibujar directamente sobre la película, incluso la banda sonora. Utilizó recursos como raspar el celuloide para provocar nuevos sonidos ópticos, explorando aspectos que posteriormente fueron de suma importancia para la industria cinematográfica. 
Muchos trucos, efectos y estilos de animación que hoy estamos habituados a ver fueron el resultado de los experimentos que realizó a lo largo de su vida; pintar sobre celuloide, la pixilación, el uso de slow motion, el filme estereoscópico... Muchas de estas técnicas tenían como objetivo mostrar las metamorfosis de una figura en el tiempo. Era un gran defensor del cine de Eisenstein.

## Carrera
Estudió diseño en la escuela de arte de Glasgow, donde comenzó a experimentar con el cine y la animación. Después de terminar sus estudios realizó algunas películas en Londres. Fue camarógrafo en España durante la guerra civil española. McLaren se mudó a Nueva York en 1939, al tiempo que comenzaba la Segunda Guerra Mundial.
En 1941 fue invitado a Canadá a trabajar para la Oficina Nacional de Cine de Canadá, abrir un estudio de animación y enseñar a animadores canadienses. Los técnicos de la Oficina Nacional de Cine de Canadá le construyeron un sistema especial de cámara y proyector para que él pudiera experimentar sin limitaciones.
Fue allí donde McLaren creó su película más famosa, Neighbours (1952), la cual ganó innumerables premios en todo el mundo incluidos el Canadian Film Award y el premio Óscar. Además de la brillante combinación de imágenes y sonidos, la película tiene un fuerte mensaje social y de crítica contra la violencia y la guerra. Nominada al Oscar en dos categorías, mejor cortometraje y mejor cortometraje documental. Ganó el segundo.
Mientras la creatividad, el humor y la técnica son los rasgos distintivos de su obra, en su vida personal fue conocido por su clara voluntad pacifista que lo llevó a participar en proyectos audiovisuales educativos promovidos por la UNESCO en 1949 en China, donde introdujo a los estudiantes en las técnicas de animación, y en 1953 repitió el proyecto en la India. Precisamente, de su estancia en China surgió Neighbours.
Norman MacLaren recibió más de doscientos premios internacionales. En 1952 ganó el Óscar con Neighbours, y Blinkity Blank recibió la Palma de Oro en Cannes en 1955. Fue honorado en cientos de países, participó como jurado en una variedad de eventos y festivales de cine. Se han hecho muchas retrospectivas de sus películas, se han escrito artículos y se han publicado numerosos textos sobre su obra, porque aunque han pasado años desde su muerte, McLaren sigue y seguirá vigente, porque fue el maestro y fuente de inspiración de varias generaciones de artistas y animadores de todo el mundo: A través de Unesco, participó también en China y en la India en proyectos de educación audiovisual. Miles de personas de diversas nacionalidades consideran su nombre como sinónimo del National Film Board of Canada y de hecho, dos años después de su muerte el edificio central de esta fue honorado con el nombre de «Edificio Norman McLaren».
McLaren era homosexual. Emilio Martí López sostiene que la homosexualidad de McLaren se puede encontrar en su animación experimental, señala que su animación abstracta y experimental evita el binario de género. Su compañero de vida fue el también director de la NFB, Guy Glover, a quien conoció en el ballet de Londres en 1937. Permanecieron juntos hasta la muerte de McLaren en Montreal, Canadá, el 27 de enero de 1987.

## Filmografía
- 1938
  - Love on the Wing (General Post Office film unit). Ibert Divertissement

- 1939
  - Allegro (Guggenheim Museum). Synthetic sound.

- - Rumba (ibid). Synthetic sound

- - Stars and Stripes (ibid). March tune

- 1940
  - Dots (ibid). Synthetic sound.
  - Loops (ibid). Synthetic sound.
  - Boogie-Doodle (ibid). Albert Ammons plays boogie.
  - Spook Sport. Interpretation of Saint-Saëns' Danse macabre.

- 1941
  - Mail Early (NFB). Benny Goodman's 'Jingle Bells'

- - V for Victory (NFB). Sousa march

- 1942
  - Five for Four (NFB). Ammons plays 'Pinetop Boogie.'

- - Hen Hop (NFB). Barn dance music

- 1943 
  - Dollar Dance (NFB). Music by Applebaum; lyrics by Guy Glover and McLaren

- 1944 
  - Alouette (NFB). N. 1 of the Let's All Sing Together sing-along series
  - C'est l'aviron (NFB). Part of the Chants Populaires series; also on video compilation The Genius of Norman McLaren

- 1946
  - Là-haut sur ces montagnes (NFB). The singing of the folksong from which the film takes its title. Part of the Chants populaires series
  - A Little Phantasy on a 19th-Century Painting (NFB). Synthetic sound

- - Hoppity Pop (NFB). Barrel organ music

- 1947 
  - Fiddle-De-Dee (NFB). Fiddler plays 'Listen to the Mocking Bird.'
  - La Poulette Grise (NFB). Anna Malenfant sings the folksong.

- 1949
  - Begone Dull Care (NFB). Oscar Peterson Trio plays jazz; also on video compilation The Genius of Norman McLaren

- 1950
  - Pen Point Percussion (NFB). Synthetic sound.

- 1951
  - Around Is Around (NFB). Music by Louis Applebaum

- - Now Is the Time (NFB). Synthetic sound

- 1952
  - Neighbours (NFB). Synthetic sound

- - A Phantasy (NFB). Maurice Blackburn's music for saxophone and synthetic sound; also on video compilation The Genius of Norman McLaren

- - Two Bagatelles (NFB). Synthetic sound

- 1955
  - Blinkity Blank (NFB 1955). Synthetic sound and music of Blackburn

- 1956
  - Rythmetic (NFB). Synthetic sound

- 1957
  - A Chairy Tale (NFB). Music performed by Ravi Shankar and Chatur Lal; also on video compilation The Genius of Norman McLaren

- 1958
  - Le Merle (NFB). Trio lyrique sings the folksong 'Mon merle.'

- 1959
  - Mail Early for Christmas (NFB). Music by Eldon Rathburn
  - Serenal (NFB). Grand Curacaya Orchestra of Trinidad
  - Short and Suite (NFB). Eldon Rathburn's music for jazz ensemble

- 1960
  - Lines Vertical (NFB). Blackburn plays electronic piano.

- 1962
  - Lines Horizontal (NFB). Pete Seeger plays winds and strings.

- 1964
  - Canon (NFB). How a musical canon is constructed, using music by Rathburn.

- 1965
  - Mosaic (NFB). Synthetic sound

- 1967
  - Pas de Deux (NFB). Panpipes; also on video compilation The Genius of Norman McLaren

- 1969
  - Spheres (NFB). Glenn Gould plays Bach Fugue 24 and Prelude 20 (Book I) and Fugue 14 (Book II) from The Well-tempered Clavier.

- 1971
  - Synchromy (NFB). Synthetic sound

- 1972
  - Ballet Adagio (NFB). Albinoni Adagio; also on video compilation The Genius of Norman McLaren

- 1976-8
  - Also Animated Motion (NFB), a series of five study of films prepared by McLaren on animation techniques

- 1983
  - Narcissus (NFB). Balletic interpretation of the Greek myth. Music by Maurice Blackburn[13]

## Premios y distinciones
Premios Óscar
| Año  | Categoría                     | Película          | Resultado |
| ---- | ----------------------------- | ----------------- | --------- |
| 1953 | Mejor cortometraje - Un rollo | Neighbours        | Nominado  |
| 1953 | Mejor documental corto        | Neighbours        | Ganador   |
| 1953 | Mejor documental largo        | The Sea Around Us | Ganador   |
| 1958 | Mejor cortometraje            | A Chairy Tale     | Nominado  |

Festival Internacional de Cine de Cannes
| Año  | Categoría                          | Película       | Resultado |
| ---- | ---------------------------------- | -------------- | --------- |
| 1955 | Palma de Oro al mejor cortometraje | Blinkity Blank | Ganador   |

Festival Internacional de Cine de Berlín
| Año  | Categoría                                                  | Película         | Resultado |
| ---- | ---------------------------------------------------------- | ---------------- | --------- |
| 1951 | Oso de bronce a la Mejor Película de crimen o de aventuras | Begone Dull Care | Ganador   |
| 1956 | Oso de Plata al mejor cortometraje                         | Rythmetic        | Ganador   |

Festival Internacional de Cine de San Sebastián
| Año  | Categoría                       | Película | Resultado |
| ---- | ------------------------------- | -------- | --------- |
| 1959 | Mención especial (cortometraje) | Serenal  | Ganador   |